# Arnold van Westerhout
Arnold van Westerhout (Antwerpen, 1651 - Rome, 1725) was een Zuid-Nederlands kunstschilder en graveur.

## Biografie[2]
Westerhout ging in de leer bij graveur Alexander Goutiers gedurende 1665 en 1666. Vanaf 1673 was hij lid van de Antwerpse Sint-Lucasgilde als schilder.
Hij verbleef enige tijd in Italië waaronder in Venetië (1679) en in Rome vanaf 1681 tot zijn dood. In Rome woonde hij samen met Cornelis Bloemaert en werkte ook enige tijd samen met Ferdinando de' Medicis.
Hij was de broer van etser Balthasar van Westerhout.

## Werken
Werken van hem hangen onder andere in het Rijksmuseum Amsterdam, het National Portrait Gallery, Metropolitan Museum of Art en de Biblioteca Apostolica Vaticana. De kunstenaar is bekender voor zijn werk als prentenmaker en uitgever dan voor zijn schilderijen. Een voorbeeld van zijn werk is de Vita Effigiata Della Serafica Vergine S. Teresa di Gesù Fondatrice dell’Ordine Carmelitano Scalzo waarin hij 68 evenementen uit het leven van Theresia van Avila afbeeldt.

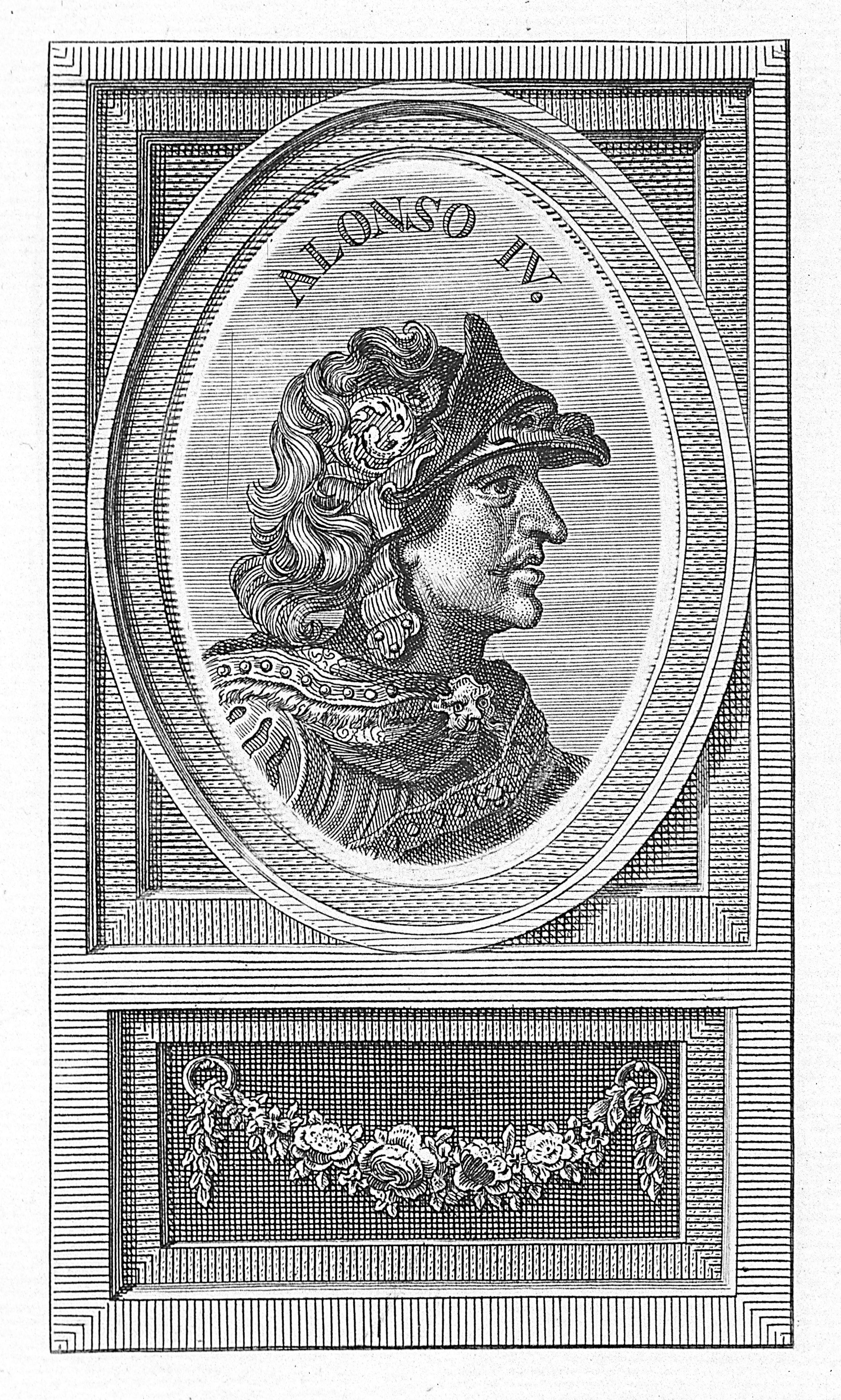
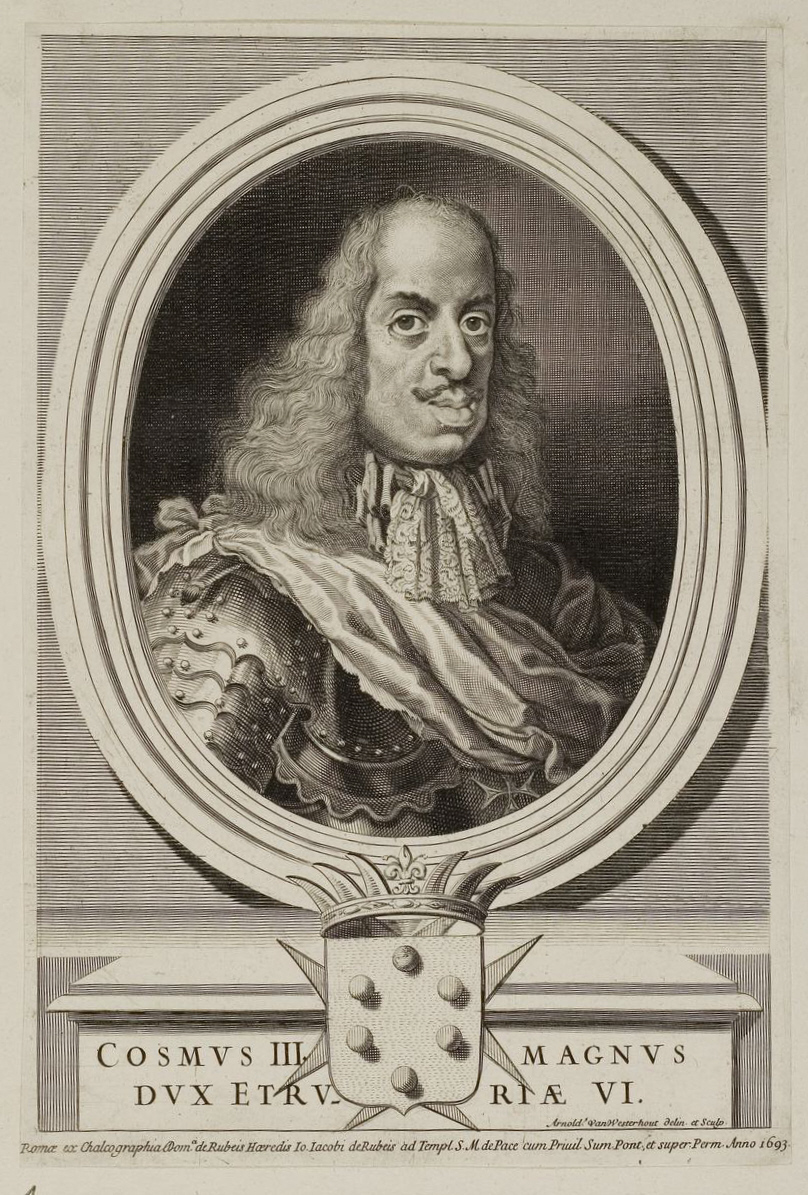
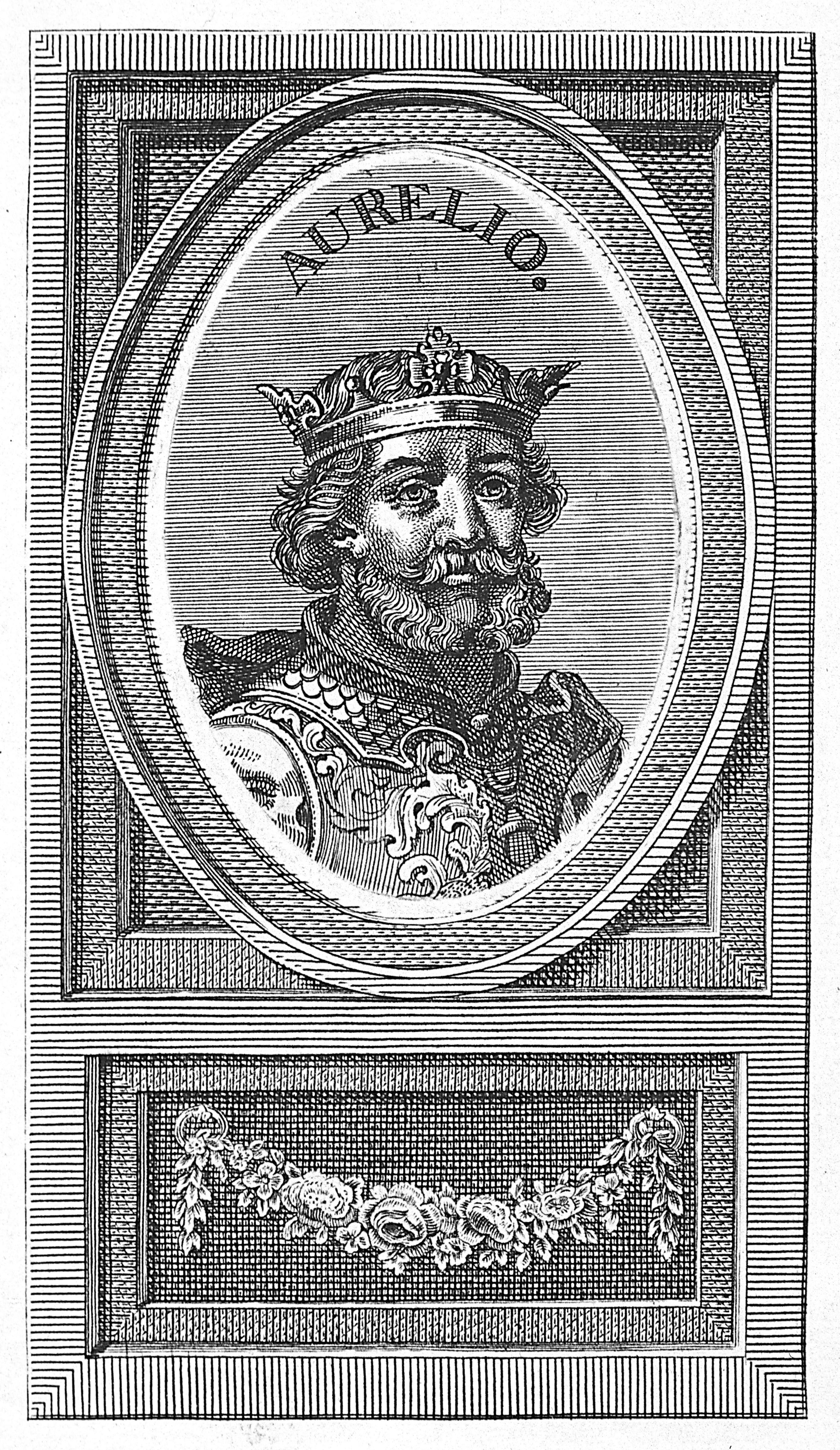
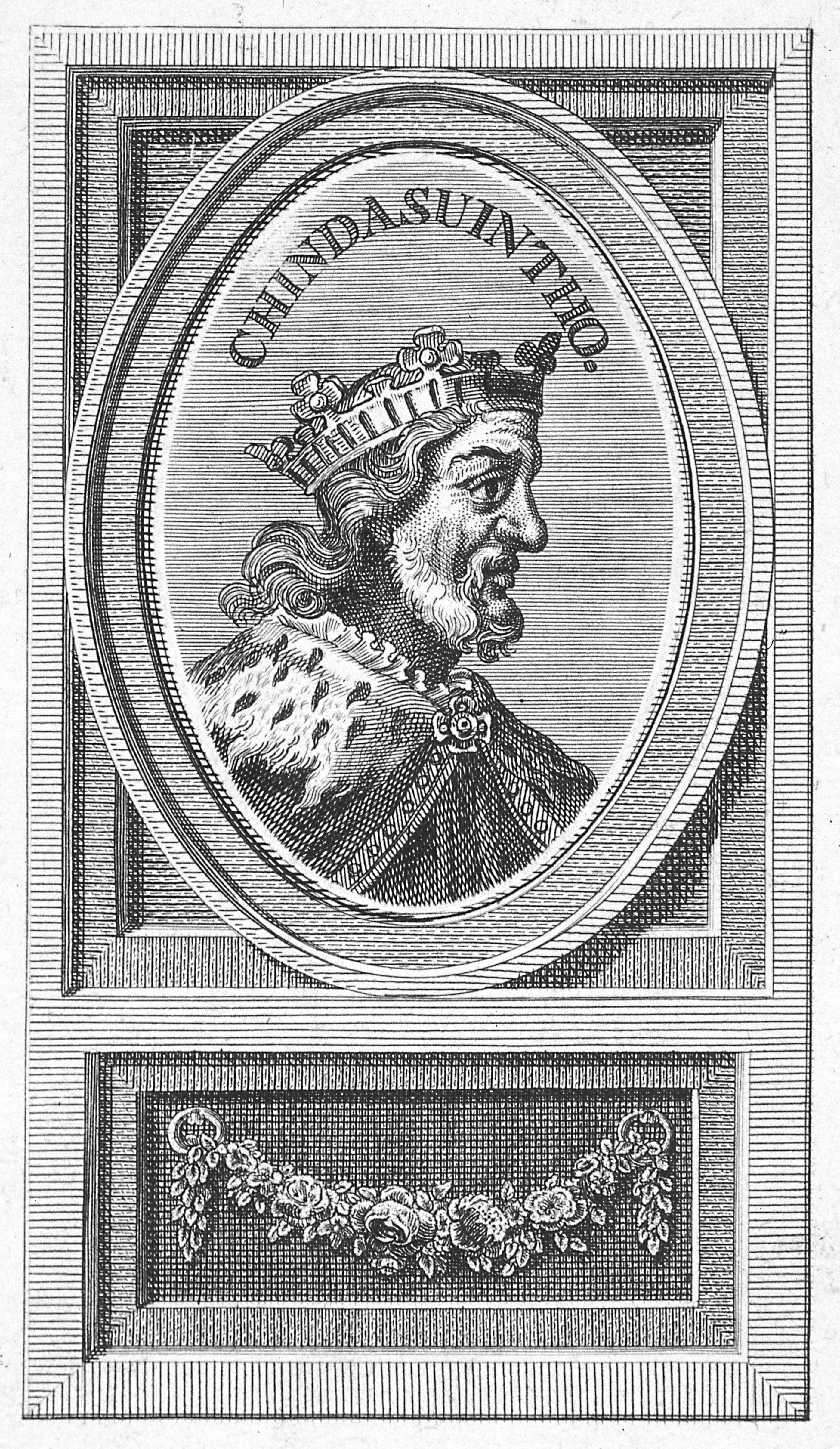
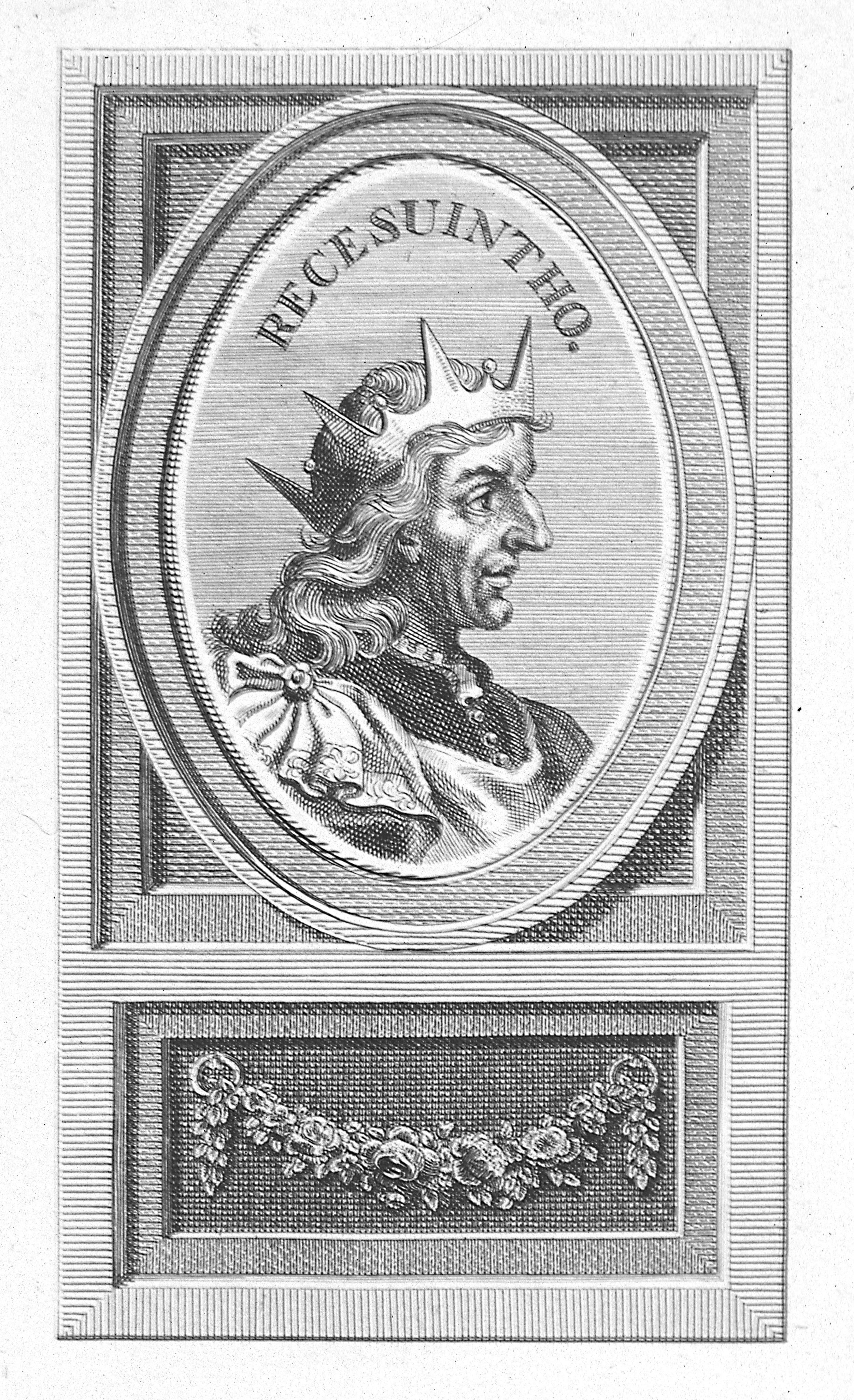